# Дэрроу, Кларенс
Кла́ренс Сью́ард Дэ́рроу (англ. Clarence Seward Darrow, 18 апреля 1857 — 13 марта 1938) — американский юрист и один из руководителей Американского союза гражданских свобод, из идейных соображений выступавший в качестве адвоката на многих известных судебных процессах. 
Защищал преследуемых по политическим мотивам, активистов рабочего и афроамериканского движений, анархистов. Будучи принципиальным противником смертной казни, согласился защищать юных преступников Леопольда и Лёба в суде за убийство 14-летнего Бобби Франка (1924 год). Как сторонник научного мировоззрения представлял в суде интересы учителя Джона Т. Скоупса в так называемом «Обезьяньем процессе» (1925 год), в котором он выступал против Уильяма Дженнингса Брайана (государственный деятель, известный оратор и трёхкратный кандидат в президенты), требовавшего запретить преподавание в школах эволюции. Прозванный «искушённейшим юристом округа», он отличался остроумием и агностицизмом, благодаря которым стал одним из самых известных американских юристов и защитником гражданских свобод.

## Биография
Родился в штате Огайо. Его мать, Эмилия, была суфражисткой. В 1878 году окончил школу права Мичиганского университета и был принят в коллегию адвокатов штата Огайо. В 1880 году он женился на Джесси Ол, в 1887 году они переехали в Чикаго, где он работал в канцелярии губернатора. Дэрроу принимал активное участие в Демократической партии и различных мероприятиях, ею организованных.
В начале 1890-х годов Дэрроу работал корпоративным юристом на Северо-западной железной дороге. После Пульмановской стачки железнодорожников в 1894 году он представлял в суде интересы обвинённого профсоюзного лидера Юджина Дебса, вступив из-за сочувствия его делу в конфликт с железнодорожной компанией и подвергнув риску своё имя и финансовое положение. Влияние Дэрроу также способствовало оформлению левых взглядов Дебса, вскоре возглавившего Социалистическую партию.
В том же году Дэрроу защищал Патрика Юджина Прендергаста, убийцу мэра Чикаго Картера Харрисона. Дэрроу утверждал, что Прендергаст безумен, пытаясь спасти его от смертной казни, но присяжные, которые все до единого были гражданами Чикаго, оплакивавшими популярного в городе мэра, единогласно вынесли приговор в виде смертной казни.
В 1896 году он участвовал в создании недолго существовавшей Популистской партии в Иллинойсе и затем выдвигался в Конгресс от Демократической партии, но проиграл. В 1897 году его брак закончился разводом.
В истории запомнился как один из наиболее принципиальных противников смертной казни — защищал более ста убийц, из которых в итоге был казнён только один (Прендергаст).
Роль Дэрроу или персонажей, основанных на нём, в кино исполняли Кевин Спейси, Спенсер Трейси (Генри Драммонд в фильме «Пожнёшь бурю»), Джек Леммон, Орсон Уэллс и другие.